# Kanton Bègles
Bègles is een voormalig kanton van het Franse departement Gironde. Het kanton maakte deel uit van het arrondissement Bordeaux. Het kanton werd opgeheven bij decreet van 20 februari 2014, met uitwerking op 22 maart 2015, en verdeeld over de gewijzigde kantons Talence en Villenave-d'Ornon.
Het kanton omvatte uitsluitend de gemeente Bègles.